# 2010年美日聯合軍演
2010年美日聯合軍演主要為2010年美韓聯合軍演之後續，規模比2010年美韓聯合軍演大，約六倍左右，且目的除了針對朝鲜民主主義人民共和國（北韓），本次也將目標新增至中華人民共和國。為期8天。

## 演練國家
- 日本
- 美国
- （演練觀察員）

## 主要火力
- 美国B-52轟炸機
- 其餘火力與2010年美韓聯合軍演相同

## 演練地點
日本周邊海域及領空進行的聯合軍演。

## 演練內容
- 演練防衛沖繩附近島嶼
- 轟炸機模擬反擊大型艦艇

## 記事
- 2010年12月3日美日聯合軍演開始
- 2010年12月10日美日聯合軍演結束